# James Newcome
James William Scobie Newcome, né le 24 juillet 1953 à Aldershot, est un ecclésiastique anglican britannique. Il est évêque de Penrith, évêque suffragant du diocèse de Carlisle, de 2002 à 2009, puis évêque de Carlisle de 2009 à 2023.

## Jeunesse
James Newcome est né à Aldershot, fils d'un officier de l'Artillerie royale. À la suite des affectations militaires de son père, il passe du temps à Malte et en Allemagne pendant son enfance. Il fréquente ensuite le Marlborough College de 1966 à 1971, où il est préfet principal, et travaille pour des bénévoles des services communautaires dans des foyers pour enfants du Nottinghamshire.
En 1971, il s'inscrit au Trinity College d'Oxford pour étudier l'histoire moderne. Il remporte le prix d'histoire de l'art de l'Université d'Oxford en 1972. Il obtient un baccalauréat ès arts (BA) en 1974 puis un Master of Arts (MA Oxon) en 1978.
Il est nommé sous-lieutenant sur la liste générale de l'armée territoriale le 23 mai 1974. Il passe ensuite un an à travailler comme ambulancier à Stevenage. Il démissionne de sa commission d'AT le 8 juillet 1977.
À partir de 1975, à l'Université de Cambridge, il étudie la théologie au Selwyn College, Cambridge, tout en se préparant à l'ordination au Ridley Hall, Cambridge. Il obtient un baccalauréat ès arts (BA) en 1977 puis un Master of Arts (MA Cantab) en 1981.

## Ministère ordonné
Newcome est ordonné diacre à la Saint-Michel 1978 (24 septembre) à St Mary's, Watford  et prêtre à la Saint-Michel suivant (30 septembre 1979) à la cathédrale de St Albans - les deux fois par Robert Runcie évêque de St Albans. Il commence comme vicaire à All Saints' Leavesden dans le diocèse de St Albans. Il est ordonné prêtre en 1979 et reste à la Toussaint jusqu'en 1982 .
Newcome est ensuite nommé vicaire de Bar Hill et Dry Drayton dans le diocèse d'Ely en 1982. Il est également tuteur et chargé de cours en théologie pastorale, éthique et théologie intégratrice à la Cambridge Federation of Theological Colleges de 1983 à 1988. Il est doyen rural du doyenné de North Stowe de 1988 à 1994. En 1994, il est nommé chanoine résidentiel à la Cathédrale de Chester occupant également les postes diocésains de directeur des ordinands de 1994 à 2000 et de directeur du ministère, de l'éducation et de la formation de 1996 à 2002.

## Évêque
En mars 2002, Newcome est nommé évêque de Penrith, évêque suffragant du diocèse de Carlisle et est consacré évêque à la Cathédrale d'York le 19 mars 2002. En mai 2009, il est nommé évêque de Carlisle, et intronisé à la cathédrale de Carlisle le 10 octobre 2009 .
Le 3 octobre 2013, Newcome rejoint la Chambre des lords en tant que lord spiritual.
Le 17 novembre 2014, il est nommé Clerck of the closet. À ce titre, il est à la tête du Collège des aumôniers de la maison ecclésiastique et il assume un certain nombre de rôles cérémoniels tels que la présentation de nouveaux évêques diocésains au monarque. Il est également conseiller principal du souverain pour les affaires spirituelles.
Il quitte sa charge épiscopale, ainsi que son siège de lord, le 31 août 2023, puis celle de Clerck of the closet en novembre de la même année.

## Vie privée
Newcome épouse Alison, une visiteuse médicale, en 1977, et ils ont quatre enfants adultes. C'est un coureur amateur passionné, un joueur de squash et un randonneur, et il aime aussi les films et la restauration de meubles.
Il est gouverneur de l'école St. Bees qui annonce qu'après 432 ans, elle fermait en mars 2015. elle ouvre à nouveau en 2018.